# The Left Handed Gun
The Left Handed Gun is een Amerikaanse film uit 1958 van Arthur Penn met in de hoofdrollen Paul Newman, Lita Milan en John Dehner.
De film is gebaseerd op een scenario dat Gore Vidal schreef voor een episode van de Amerikaanse NBC-programma Philco-Goodyear Television Playhouse. De aflevering was getiteld The Death of Billy the Kid en werd uitgezonden op 24 juli 1955 (ook met Paul Newman in de hoofdrol).
The Left Handed Gun was een flop in de Amerikaanse bioscopen en ook de kritieken waren verdeeld. Regisseur Arthur Penn hield zich, volgens hen, niet aan de traditionele aanpak van de western. Hij probeerde in de film de historische werkelijkheid weer te geven over Billy the Kid, in plaats van de vele mythen. In Europa, waar men gewend was aan een andere aanpak van traditionele genres, was de film wel succesvol.

## Verhaal
Lincoln County, New Mexico, 1879, een jongeman genaamd William Bonney, bijgenaamd Billy the Kid, loopt over het land van boer Tunstall. De boer spreekt de jongen aan en biedt hem een baan aan als veedrijver. De andere cowboys wantrouwen Billy, een van hen herkent hem zelfs als de moordenaar van de man die ooit Billy's moeder beledigde. Tussen Tunstall en Billy groeit een band, ondanks het feit dat Billy altijd gewapend is en Tunstall pistolen verafschuwt. Als de goedmoedige Tunstall alleen uitrijdt om zaken te regelen voor zijn kudde wordt hij doodgeschoten door moordenaars van zijn rivaal boer Morton en diens vriend sheriff Brady. Als Billy hoort van de moord is hij razend en niet veel later daagt hij Morton en Brady uit tot een duel. Beide mannen worden door de jongen doodgeschoten en Billy vlucht naar het huis van McSween, een goede vriend van Tunstall. Tot zijn verbazing wordt Billy door McSween voor moordenaar uitgemaakt. Als woedende dorpsbewoners even later hun sheriff willen wreken, wordt het huis van McSween in brand gestoken. De dorpsbewoners denken dat zowel McSween als Billy zijn omgekomen, maar de laatste is ontsnapt, zij het met enige brandwonden. Samen met twee cowboys van Tunstall, Tom Folliard en Charlie Boudre, rijdt Billy naar Madeiro, waar hij zijn oude vriend Pat Garrett ontmoet. Terwijl Billy herstelt van zijn verwondingen komt er bericht dat iedereen die heeft meegedaan aan de schietpartijen tussen in Lincoln County amnestie heeft gekregen. Tom en Charlie zijn opgetogen, maar Billy niet. Hij wil nog altijd achter de moordenaars van Tunstall aan. Inmiddels weet hij ook hun namen, Moon en Hill. De drie keren terug naar Lincoln en in het stadje doodt Charlie de moordenaar Moon, hoewel die zich net had overgegeven. Nu ze de amnestie hebben verspeeld vluchten de drie naar een schuilplaats. Intussen slaat Pat Garrett een aanbod om sheriff van Lincoln te worden af vanwege zijn trouwplannen. Tijdens het huwelijksfeest ziet Billy echter de overgebleven moordenaar Hill staan. Als Billy poseert voor een foto ziet hij dat Hill naar zijn wapen grijpt. Er ontstaat een vuurgevecht waarbij Tom gewond raakt. Een woedende Pat stuurt Billy en zijn vrienden weg en zweert dat hij de nieuwe sheriff van Lincoln wordt. Enige tijd later besluit Tom uit de schuilplaats te vertrekken en neemt afscheid van Billy en Charlie. Ze zijn onwetend van het feit dat Garrett met een posse op weg is naar hun schuilplaats. Een van de leden van de posse, Ollinger, schiet Tom dood. In het daaropvolgende vuurgevecht wordt Charlie gedood waarna Billy zich overgeeft. In Lincoln staat Billy terecht en wordt ter dood veroordeeld. Tot grote verbazing van Pat Garrett is Billy inmiddels een beroemdheid. Een zekere Moutlne toont zelfs pulptijdschriften met heldenverhalen over de jonge moordenaar. Voordat hij kan worden opgehangen, ontsnapt Billy en doodt Ollinger. Hij weet Madeiro te bereiken waar hij zich verbergt. Niet lang daarna wordt hij gevonden door Garrett die Billy toeroept dat hij zich moet overgeven. De ongewapende Billy doet net alsof hij naar zijn wapen grijpt en wordt doodgeschoten door Garrett. Als de laatste naar Billy toeloopt, ziet hij de lege linkerhand en verpletterd door verdriet en schaamte loopt hij weg.

## Rolverdeling
| Acteur               | Personage      |
| -------------------- | -------------- |
| Paul Newman          | Billy the Kid  |
| Lita Milan           | Celsa          |
| John Dehner          | Pat Garrett    |
| Hurd Hatfield        | Moultrie       |
| James Congdon        | Charlie Boudre |
| Colin Keith-Johnston | Tunstall       |
| John Dierkes         | McSween        |
| Bob Anderson         | Hill           |
| Wally Brown          | Moon           |
| Ainslie Pryor        | Joe Grant      |
| Martin Garralaga     | Saval          |
| Denver Pyle          | Ollinger       |
| Paul Smith           | Smith          |
| Nestor Paiva         | Pete Maxwell   |

## Achtergrond
Aanvankelijk was James Dean aangezocht voor de rol van Billy the Kid, maar na diens overlijden ging de rol naar Paul Newman. Newman, die ook al Dean had vervangen in Somebody Up There Likes Me, voelde zich niet goed thuis in het personage van de nog jonge Billy the Kid. Newman was 33 toen de opnames werden gemaakt en Billy the Kid was 22 toen hij werd doodgeschoten in 1881. Ook de Amerikaanse critici vonden Newman niet goed gekozen. Men vond zijn acteerprestatie veel te kunstzinnig en te veel hangen op de method acting van Kazan. Dat paste volgens hen niet in een western.
De film werd grotendeels opgenomen op buitensets van de film Juarez uit 1939. Hoewel de meeste gebouwen inmiddels zwaar verwaarloosd waren, werden ze speciaal voor de film hersteld.

## Titel
De titel van de film The Left Handed Gun is gebaseerd op de aanname dat de historische Billy the Kid linkshandig was. Die aanname was gebaseerd op de enige foto die nog bestaat van Billy, een afdruk van een "tintype" of ferrotypie, een foto op bladmetaal. De ferrotypie werd gemaakt door een onbekende fotograaf, vermoedelijk eind 1879 of begin 1880 en werd bewaard door Dan Dedrick, een cowboyvriend van Billy. Zijn familie kreeg de foto na zijn dood en bewaarde het origineel jarenlang tot het opdook in 1986. Afdrukken van het origineel doken echter al eerder op. Op de foto staat Billy afgebeeld met zijn revolver op zijn linkerheup en zijn Winchester in zijn rechterhand.. Een ferrotypie geeft een omgekeerd beeld van het gefotografeerde object. Door de ferrotypie omgekeerd af te drukken zien we Billy the Kid, zoals hij werkelijk poseerde met zijn colt op zijn rechterheup en de Winchester in zijn linkerhand. Ook is op de ferrotypie te zien dat de knopen op het vest van Billy aan de linkerkant zitten, dit is de zogenaamde damessluiting. Aan herenvesten zitten de knopen aan de rechterkant. Alweer als de foto omgekeerd wordt afgedrukt is te zien dat de knopen dan wel een 'herensluiting' hebben. Billy the Kid was dus met grote waarschijnlijkheid rechtshandig en de titel van de film is gebaseerd op een foute aanname.

## Historie en fictie
Billy the Kid was tijdens zijn leven nauwelijks bekend. Wat de film goed laat zien is dat hij een paar maanden voor zijn dood beroemd werd door verhalen in pulptijdschriften en kranten, waarin hij afwisselend werd afgeschilderd als een schurk en een held. Ook na zijn dood verschenen er verscheidene biografieën met zijn levensverhaal waarin hij meestal als een held wordt omschreven. De film probeert zich aan de feiten te houden, al zijn een aantal zaken ingedikt en zijn er namen veranderd. Er was inderdaad een Lincoln County War en John Tunstall en zijn advocaat Alexander McSween hebben echt bestaan. Beide mannen hadden een hekel aan geweld. Tunstall werd vermoord door Mortom en een moordenaar onder de naam Tom Hill. Ook had een sheriff Brady een grote rol in de moord. Uiteindelijk werd sheriff Brady niet alleen door Billy the Kid doodgeschoten, maar ook door een groep mannen die zich The Regulators noemden en wraak wilden voor de dood van Tunstall. McSween en Billy the Kid hebben elkaar zeer waarschijnlijk nooit ontmoet, al werd het huis van McSween wel degelijk in brand gestoken. Dit gebeurde overigens niet door boze dorpsbewoners maar door een posse. Nadat McSween het brandende huis ontvluchtte, werd hij doodgeschoten en met zijn dood eindigde de Lincoln County War. Billy the Kid hield zich in die tijd verborgen, totdat de gouverneur amnestie verleende aan de deelnemers aan de Lincoln County War. Nadat Billy had getuigd in een proces in verband met de moorden, werd hij toch gearresteerd. Hij ontsnapte niet lang daarna. Na een aantal omzwerving maakte Billy kennis met de barman en voormalige bisonjager Pat Garrett. Anders dan in de film en in de verhalen waren Pat en Billy geen boezemvrienden, zelfs niet eens kennissen. Wel werd Pat Garrett sheriff van Lincoln in november 1880. Hij reed uit met een posse om Billy te arresteren, die inmiddels een prijs op zijn hoofd had gekregen van 500 dollar. De posse omsingelde het gebouw in Stinking Springs waar Billy zich met wat vrienden verborg. Zijn vriend Charlie Bowdre werd doodgeschoten toen hij zijn paard voederde en Billy gaf zich vervolgens over. In een proces werd Billy ter dood veroordeeld voor de moord op sheriff Brady. Billy ontsnapte en schoot inderdaad hulpsheriff Robert Ollinger dood. Garrett ging weer achter Billy aan en schoot hem uiteindelijk dood in het huis van zijn vriend Pete Maxwell. De dood van Billy in de film waar hij grijpt naar zijn pistool wat er niet is, is dichterlijke vrijheid. Billy werd vermoedelijk door Garrett vanuit een hinderlaag doodgeschoten. Ondanks de verdichting en het veranderen van namen probeert regisseur Penn wel om de persoon van Billy the Kid in het licht van de werkelijkheid te plaatsen. Hij maakt van Billy geen held, maar ook geen bloeddorstige moordenaar, zijn daden zijn vrijwel altijd gemotiveerd door wraak of angst voor de wet. Jaren later zou Penn hetzelfde doen met twee andere vogelvrij verklaarden, Bonnie Parker en Clyde Barrow in de film Bonnie en Clyde. Newman, een aanhanger van method acting van Elia Kazan maakt van Billy een jongeman die wordt gedreven door interne twijfels en woede-uitbarstingen, en maakt daarmee meer een modern drama van deze western.